# 소브라사다

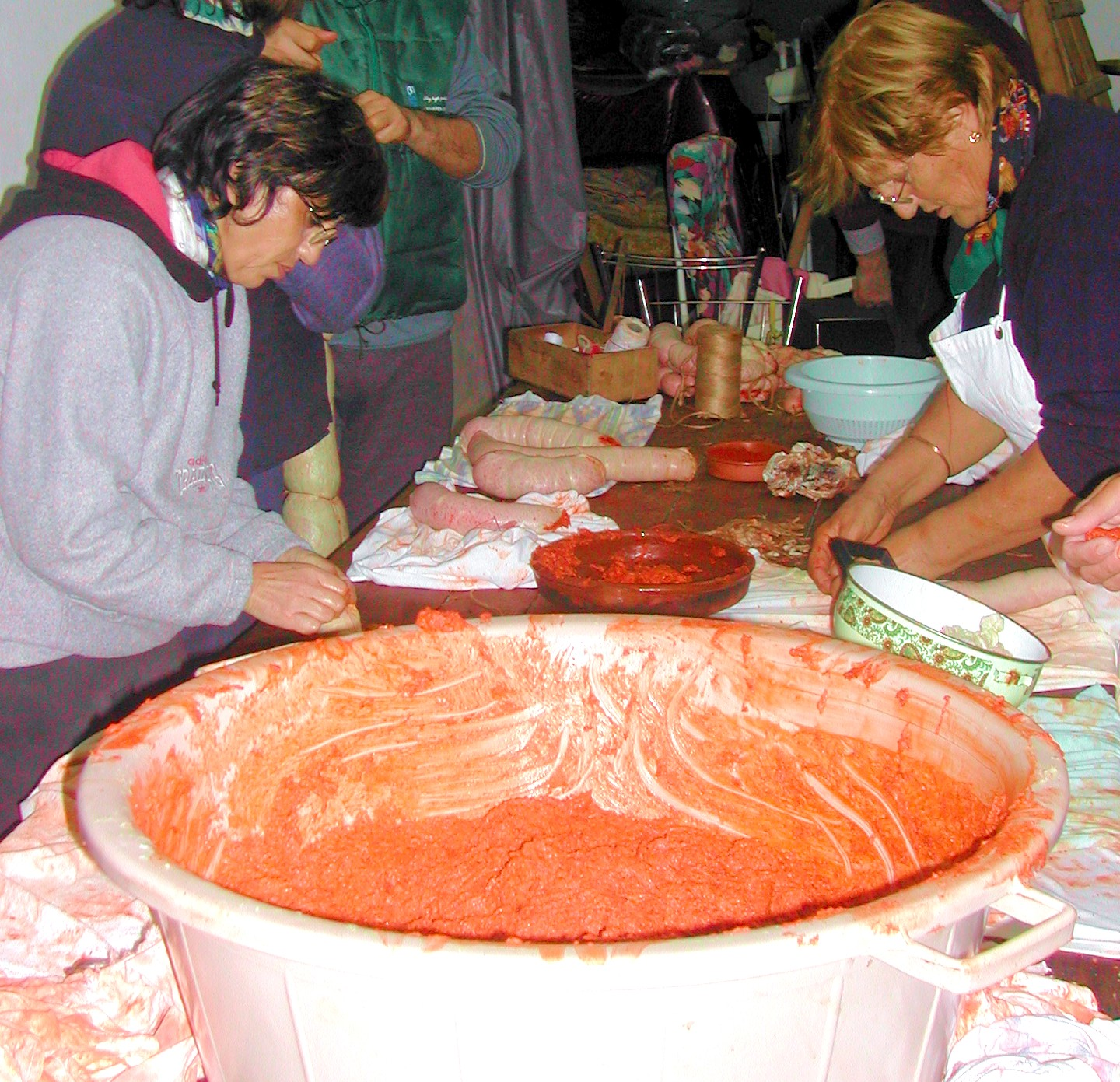
마요르카 손 페리올에서 돼지 도살 축제 중 소브라사다를 꿰매는 여성들

소브라사다(스페인어: Sobrasada, 카탈루냐어: Sobrassada)는 스페인 발레아레스 제도의 소시지로 다진 돼지고기, 파프리카 가루, 소금 및 기타 향신료로 만들어진다. 소브라사다는 보티파로와 함께, 여전히 미노르카, 마요르카, 이비사에서 가을과 겨울에 마탄사로 알려진 돼지 도살을 기념하는 힘들지만 축제적인 의식에서 준비되는 전통적인 발레아레스 육류 제품이다. 소브라사다를 만드는 화학적 원리는 발레아레스의 늦가을에 전형적인 특정 기상 조건(높은 습도와 온화한 추위) 하에서 고기를 식품 건조시키는 것이다.

## 역사
이베리아반도의 이슬람 통치 수세기 후에 중세에 돼지고기 소비가 이 지역으로 돌아왔다. 파프리카 가루는 15세기에 아메리카에서 향신료가 다시 전해진 후에 추가되었다. 소브라사다는 14세기 이후 아라곤 연합왕국이 통제하던 서부 지중해 (시칠리아, 발레아레스 제도, 사르데냐)에서 요리 개념으로 기원하고 확산되었다고 생각되며, 유사한 소시지가 이 지역에서 여전히 만들어지고 있다.
1950년대까지 마요르카에서 그랬던 것처럼 고기가 적게 포함된 전통적인 지중해 식단에서, 소브라사다와 관련 돼지고기 소시지는 마요르카 주민들을 위한 돼지고기의 주요하고 때로는 유일한 공급원이었다. 돼지나 양 구이, 돼지고기 스테이크 또는 쇠고기 등심과 같은 더 큰 고기 부위는 주로 축제용 요리이거나 부유층에 한정되었다. 오늘날에도 새끼돼지 통구이인 포르셀라 로스티다와 같은 요리는 특별한 경우에만 제공된다.

## 재료 및 종류
소브라사다는 돼지 등심, 돼지 베이컨(현지에서는 슈이아라고 함)을 선택하여 파프리카 가루, 소금, 그리고 (곤충을 막기 위해) 끝 부분에 후추를 섞어 다진 것으로 만들어진다. 일부 제조사는 혼합물에 카이엔 고추를 추가하고 이를 코엔트, 즉 매운맛으로 판매한다. 그런 다음 혼합물을 돼지 창자에 넣고 몇 주 동안 막대기에 걸어 건조시킨다. 창자 주위에 묶는 끈은 매운맛과 돌사(이 경우 '달콤한'이 아니라 '맵지 않은'을 의미함) 종류를 구별하는 데 사용될 수 있으며, 빨간색 또는 빨간색과 흰색 끈이 매운맛을 나타낸다.
작고 가는 소브라사다는 용가니사라고 불리며 작은 창자로 만들어진다. 더 크고 두꺼운 것은 쿨라르 또는 풀트룸이라고 불리며, 가장 큰 종류는 부페테스 또는 비스베('주교')라고 불리는 거대한 돼지 방광이다. 두꺼운 종류는 건조하는 데 더 오래 걸리며, 일 년 내내 소비 시기가 달라진다(겨울에는 가는 것, 여름-가을에는 두꺼운 것).

## 소브라사다와 발레아레스 제도 외부
발레아레스 제도 외에 지중해의 다른 지역들도 소브라사다와 밀접한 관련이 있다.
카탈루냐에서는 발레아레스 제도와 역사 및 문화를 공유하기 때문에 소브라사다 및 기타 현지 돼지고기 제품을 찾을 수 있다. 동부 피레네 산맥은 산악 지역 버전의 소브라사다로 유명하다.
알리칸테도의 타르베나 마을은 모리스코 추방 이후 마요르카에서 온 식민지 개척자들로 재정착되었는데, 그들은 카탈루냐어의 고유한 변형과 현재 그곳에서도 만들어지는 소브라사다와 같은 음식을 포함하여 섬의 여러 전통을 가져왔다.
식민지 알제리에서 수브레사드라고 불리던 소브라사다는 피에누아르 요리의 일부였으며 독립과 재이슬람화가 이루어질 때까지 엄청난 인기를 누렸다. 돼지고기는 이슬람에서 금지되어 있기 때문이다. 오늘날 수브레사드는 피에누아르가 운영하는 정육점에서만 본토 프랑스에서 찾을 수 있다. 그러나 알제리 사람들은 돼지고기 대신 쇠고기로 만든 수브레사드의 할랄 버전을 즐긴다.
시칠리아 섬과 칼라브리아주에서는 15세기부터 또는 그 이전부터 소프레사타라는 이름으로 유사한 소시지가 만들어지고 있다.

## 같이 보기
- 소프레사타